# Amberg
Amberg, ciutat de Baviera, Alemanya, es troba vora del riu Vils. Té 45.000 habitants aproximadament. El poble va ser per primera vegada esmentat el 1034, amb el nom d'Ammenberg. Es va convertir en un important centre comercial a l'edat mitjana, exportant principalment acer i productes del mateix material. El 1269 el poble va arribar a subordinar-se sota la dinastia Wittelsbach, que dominaven Baviera.

## Fills il·lustres
- Hans Baumann (1914 - 1988), autor de llibres per a joves i poeta oficial de les Joventuts Hitlerianes.
- Helmut Rix (1926-2004), lingüista, especialitzat en llengües indoeuropees i etrusc.
- Barbara Meier (1986 -), model.
- Andreas Raselius (1563-1602) compositor i mestre de capella.
- Caspar Othmayr (1515-1553) compositor i chantre.

## Ciutats agermanades
La ciutat d'Amberg està agermanada amb
- Bad Bergzabern (Alemanya), des de 1952.
- Perigús (França), des de 1965.
- Bystrzyca Kłodzka (Polònia), des de 1988.
- Desenzano del Garda (Itàlia), des de 2006.
- Trícala (Grècia)
- Ústí nad Orlicí (República Txeca)